# 天王台駅

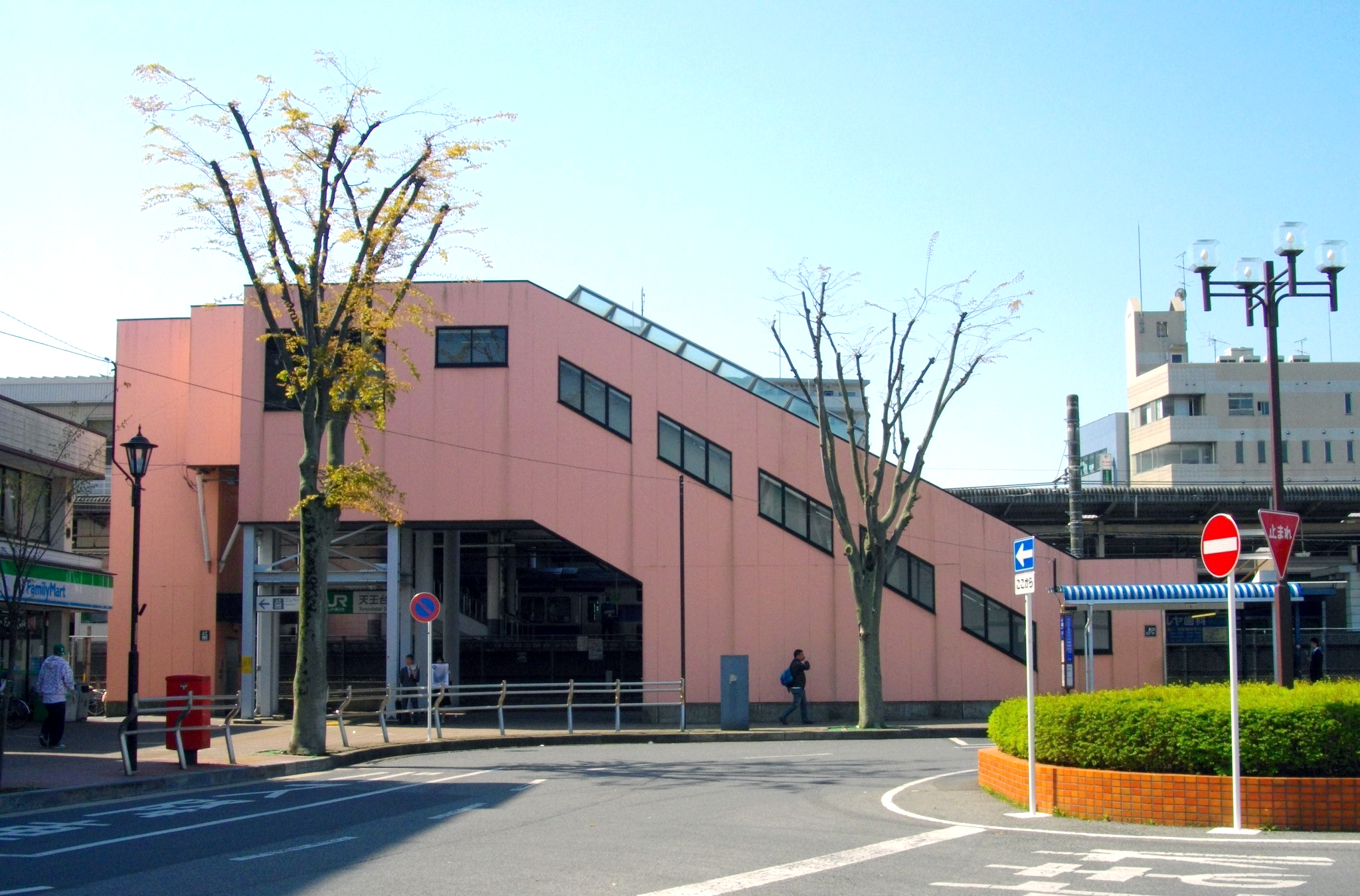
北口（2010年5月）

天王台駅（てんのうだいえき）は、千葉県我孫子市柴崎台一丁目にある、東日本旅客鉄道（JR東日本）常磐線の駅である。運行系統としては快速線を走行する常磐快速線、緩行線を走行する常磐緩行線の2系統が停車する。駅番号は快速線がJJ 09、緩行線がJL 31。

## 歴史
- 1970年（昭和45年）
  - 2月23日：我孫子・取手間に新駅設置が決まる[4]。
  - 4月20日：起工式が行われた[5]。
- 1971年（昭和46年）
  - 4月16日：改札において修祓式が行われた[6]。
  - 4月20日：日本国有鉄道（国鉄）の駅として開業[2]。橋上駅舎および1面2線のホーム（現緩行線ホーム）を使用開始。
- 1980年（昭和55年）11月6日：快速下り線が新ホームへ切替[7]。
- 1981年（昭和56年）2月16日：快速上り線が新ホームへ切替[7]。快速線新ホームへ全面切替を実施し、従来のホームは緩行線ホームとして使用するため改良工事を行った。
- 1982年（昭和57年）
  - 1月：緩行線ホーム改築。
  - 11月15日：我孫子 - 取手間が複々線開業。
- 1986年（昭和61年）5月：みどりの窓口開設[8]。
- 1987年（昭和62年）
  - 3月：快速電車の15両編成化に対応するため、ホームの90 m延伸工事を行った（我孫子方45 m、取手方45 m）[9]。
  - 4月1日：国鉄分割民営化に伴い、東日本旅客鉄道（JR東日本）の駅となる[2]。
- 1988年（昭和63年）
  - 3月13日：ダイヤ改正により中距離の普通列車が停車するようになる。
  - 4月：我孫子駅の管轄から独立し、初代駅長が就任した[10]。
- 1993年（平成5年）4月23日：自動改札機を設置し、供用開始[11]。
- 1998年（平成10年）12月25日：改札内にエスカレーターを設置。
- 2001年（平成13年）
  - 11月18日：ICカード「Suica」の利用が可能となる[報道 1]。
  - 12月21日：北口にエレベーター・エスカレーターを設置。
- 2002年（平成14年）12月13日：南口にエレベーター・エスカレーターを設置。
- 2006年（平成18年）6月2日：みどりの窓口の営業を終了し、指定席券売機を導入[新聞 1]。
- 2009年（平成21年）3月：1・2番線（快速）ホームにエレベーターを設置。
- 2023年（令和5年）12月14日：3・4番線（各駅停車）ホームにて、スマートホームドアの使用を開始[報道 2][報道 3]。

### 開業の経緯と停車扱い
常磐線開業当時より長い間、我孫子駅と取手駅の間（営業キロで6.1 km）に駅はなかった。通勤五方面作戦として常磐線の取手以南を複々線化するに際し、我孫子駅東方に車両基地（松戸電車区（現・松戸車両センター）我孫子派出所）を設置することとなった。理由は車両基地設置の見返りに近隣の宅地化への対応、車両基地へ出入りする運転士の通勤手段の確保などのことで、新駅を設置することとなった。
当初は「新我孫子駅」の仮称で工事が進められたが、近隣にある成田線東我孫子駅との混同を避けるため、駅所在地（当時の我孫子市大字柴崎字天王裏）の小字名から採った「天王」に台地を示す「台」を付けた「天王台駅」として開業した。なお、後に市による土地区画整理事業が行われ、「天王台」は現在、当駅の南側の地名となっている。
開業時点では我孫子駅 - 取手駅間はまだ複線で、快速線しかなかったために快速電車のみが停車していた。当時は現在の緩行線ホームに相当する位置にホームがあり、その北側に快速線を新たに敷設する予定だったもののホームを設置する予定はなかった。複々線化完成後は快速通過となる予定だったが、1973年（昭和48年）に国鉄から出された計画を知った我孫子市が不便になることを理由に対策委員会を設けるとともに市議会でも国鉄へ要望する決議案が可決された。1974年（昭和49年）8月には住民組織による「天王台駅快速電車停車確保連合会」が発足し快速電車停車の運動が起こった。1978年（昭和53年）3月8日、国鉄から快速電車の停車に必要な駅乗降場の増設経費を地元で負担するという条件付きで合意を得たため、新たに快速線にもホームが設けられることが決定し、快速停車駅として残ることになった。下り快速線のホームがやや傾いた状態であるのは、この経緯のためである。また、緩行線ホームにある倉庫状の構造物は、かつての階段であり、現在の駅員室付近に降り口があった。
このような経緯があり、後に中距離の普通列車も停車するようになった。2004年（平成16年）10月16日以降は普通列車についても「快速」と案内するようになった。このため、日中は複々線完成後にあっても我孫子駅 - 取手駅間は快速線のみで充分賄えることから、各駅停車は朝夕以外は従来通り我孫子駅までの運転となっており、そのため各駅停車は朝夕の一部しか当駅には着発しない。この経緯について詳しくは複々線化の沿革と問題参照。
日中の本数に関しては長らく各駅停車よりも多く、7 - 8本（中距離列車含む）程度あった。しかし2005年（平成17年）7月9日のダイヤ改正で設定された特別快速の通過、2006年（平成18年）3月18日のダイヤ改正での快速電車本数見直しと成田線直通への振替などにより、停車本数は1時間あたり5本まで削減された。その後2014年（平成26年）3月15日のダイヤ改正で、我孫子駅 - 綾瀬駅間の各駅停車が1時間あたり6本に増発されたが、日中は当駅に乗り入れを行わないため、上野駅 - 取手駅間では停車本数が最も少なくなった。
2021年3月13日のダイヤ改正で、土曜・休日ダイヤ（年末年始期間含む）は常磐緩行線の運転がなくなり、平日ダイヤのみ発着する形になる。

## 駅構造
島式ホーム2面4線を有する地上駅。緩行線（各駅停車）と快速線が1面ずつ使用している。快速線ホームは、ホーム階と改札コンコース階を結ぶ階段、エスカレーター、エレベーターが設置されている。
緩行線ホームは、緩行線が平日朝夕のみの運転であるため、それ以外の時間帯は閉鎖される。また、改札階からの階段・エスカレーター（車椅子対応）は東側（取手方）のみの設置であり、エレベーターは設置されていない。
柏駅が管理し、JR東日本ステーションサービスによる業務委託駅である。お客さまサポートコールシステムが導入されており、早朝はインターホンによる案内となる。橋上駅舎を有しており、内部には自動券売機、多機能券売機、指定席券売機、自動改札機が設置されている。駅舎からは南北に出入口があるが南口のほうが利用が多く構えも堂々としている。北口は跨線橋が伸びている。駅前広場は南北どちらにも整備がなされているが、南口側は大きく、北口側は小さい。

### のりば
| 番線 | 路線               | 方向 | 行先                                   | 備考             |
| ---- | ------------------ | ---- | -------------------------------------- | ---------------- |
| 1    | 常磐線（快速）     | 下り | 取手・土浦・水戸・勝田・高萩方面       |                  |
| 2    | 常磐線（快速）     | 上り | 松戸・上野・東京・新橋・品川方面       |                  |
| 2    | 上野東京ライン     | 上り | 松戸・上野・東京・新橋・品川方面       |                  |
| 3    | 常磐線（各駅停車） | 下り | 取手行                                 | 平日朝夕のみ運転 |
| 4    | 常磐線（各駅停車） | 上り | 我孫子・新松戸・北千住・代々木上原方面 | 平日朝夕のみ運転 |

（出典：JR東日本:駅構内図）
水戸方面行きの「快速」列車は1つ手前の我孫子駅より各駅に停車するが、当駅まで「快速」と案内される。平日日中及び土曜・休日は「快速」しか発着しない。
取手止まり快速列車は取手駅到着ホームの関係で当駅で土浦・水戸方面行き列車への乗り換えが案内されることがある。
各駅停車ホーム（3・4番線）の発車メロディは2019年（平成31年）3月16日のダイヤ改正後からは駆け込み乗車の減少に効果があることから電車備え付けの発車メロディを使用している。なお、快速ホーム（1・2番線）の発車メロディは継続使用している。

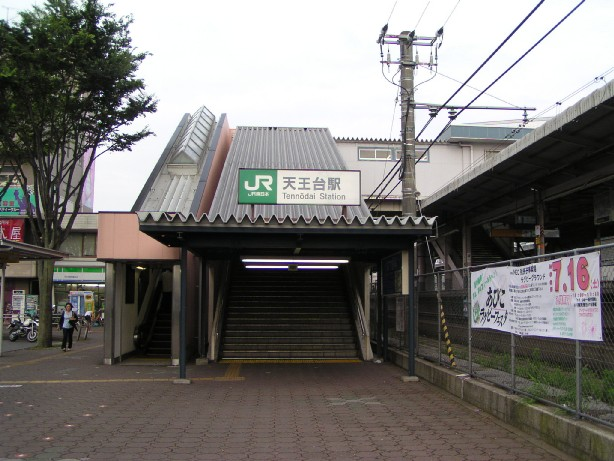
駅北口（2005年7月）
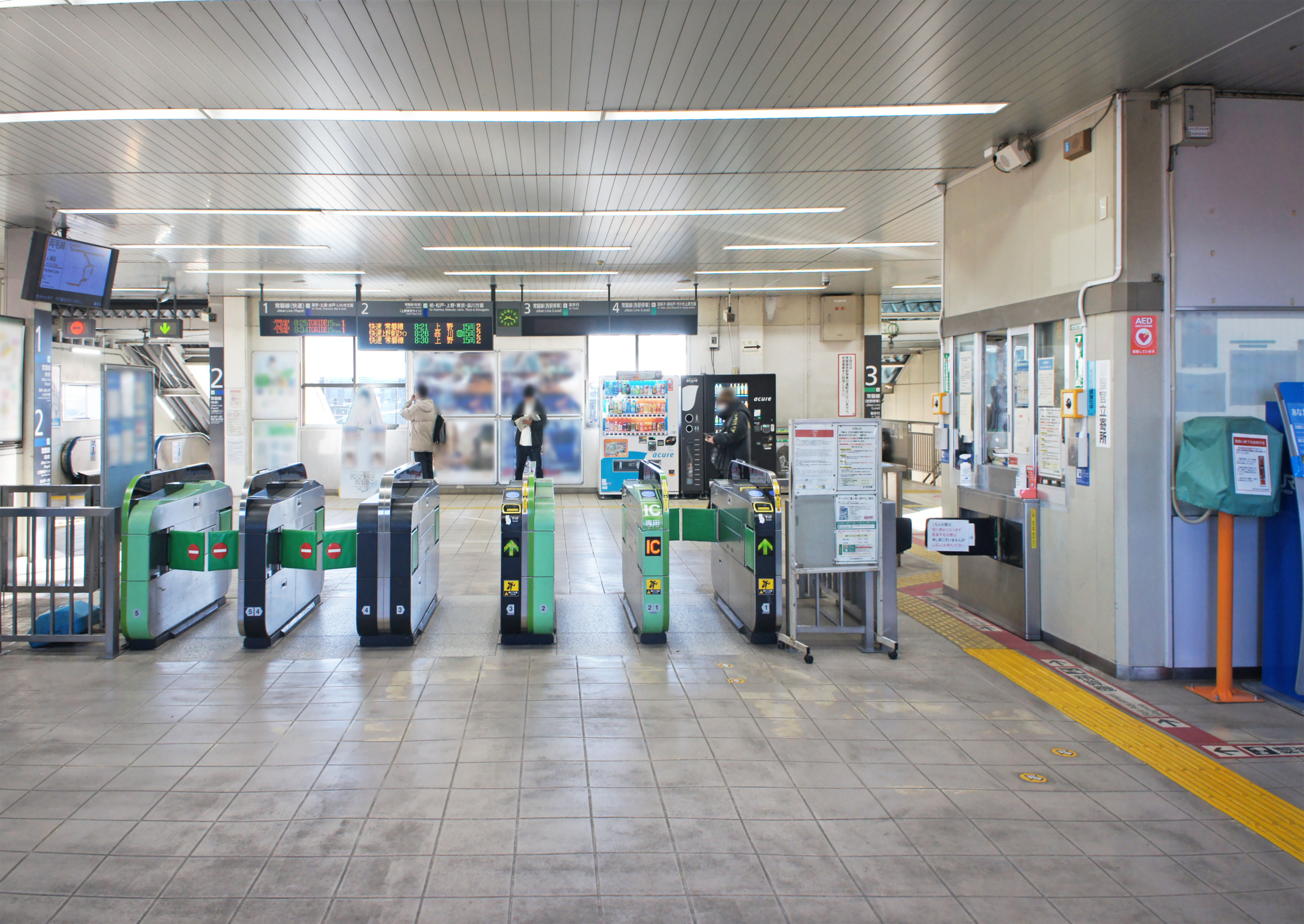
改札口（2021年12月）
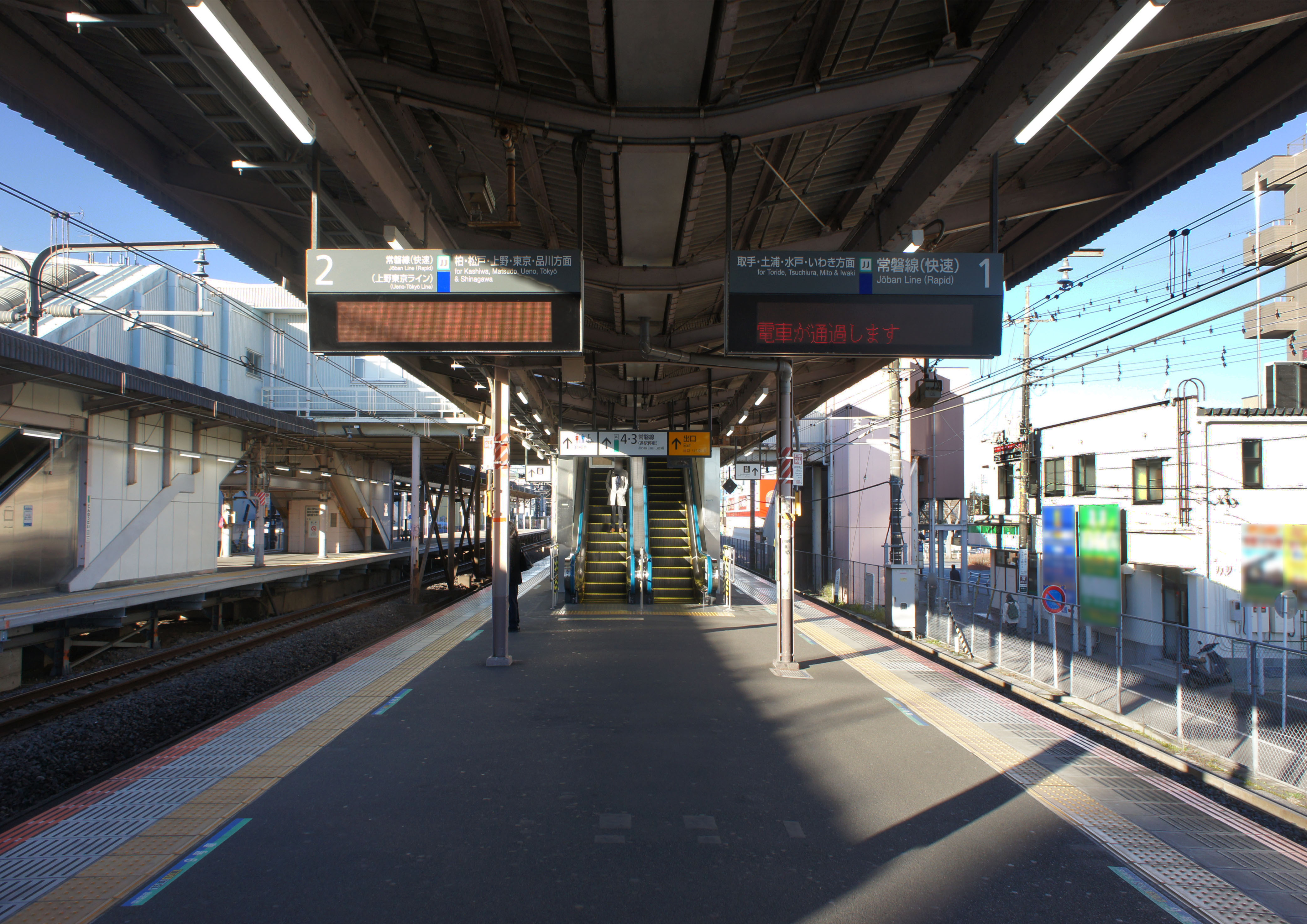
快速（1・2番線）ホーム（2021年12月）
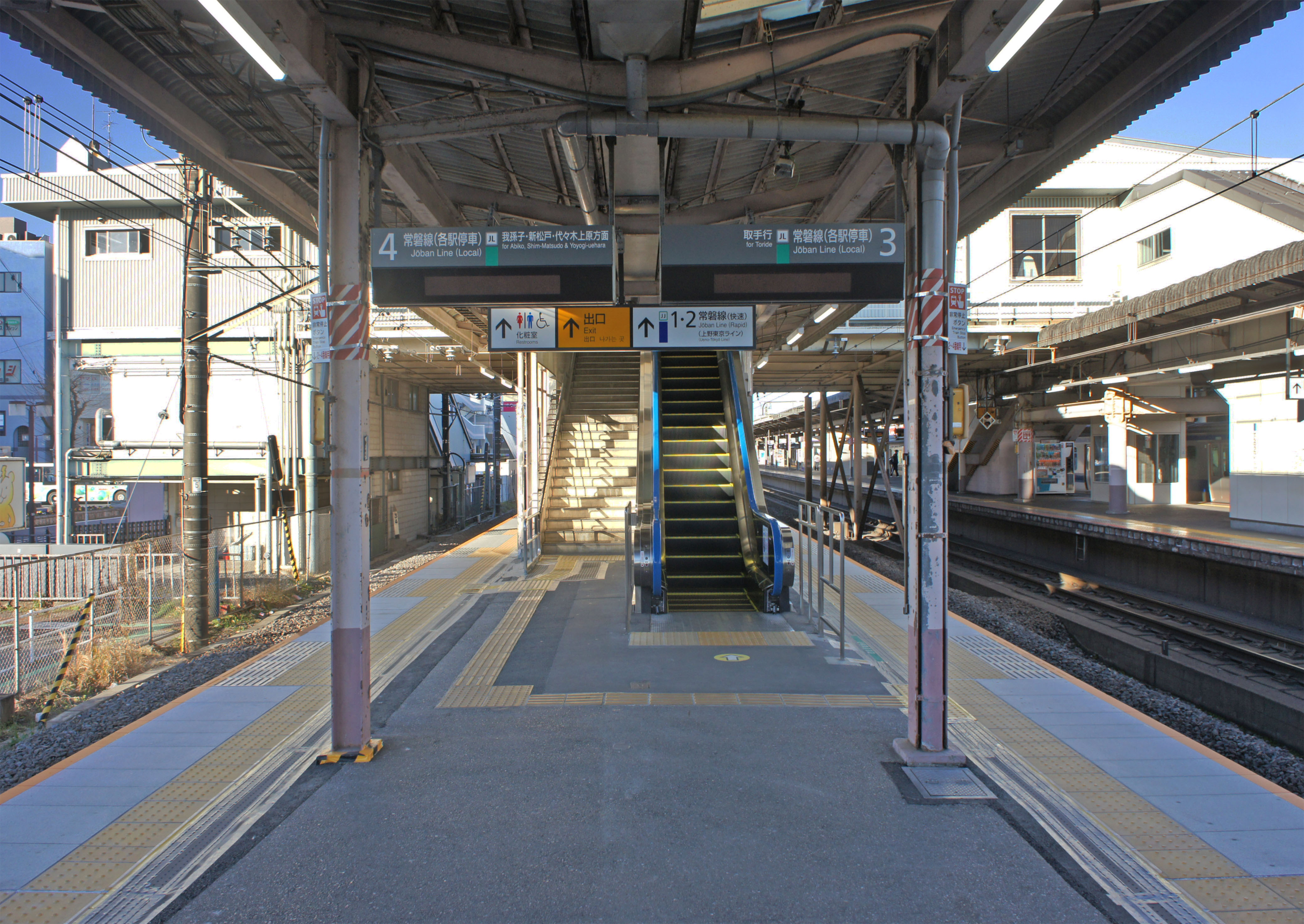
各駅停車（3・4番線）ホーム（2021年12月）

## 利用状況
2023年度（令和5年度）の1日平均乗車人員は15,984人である。
JR東日本および千葉県統計年鑑によると、1990年度（平成2年度）以降の1日平均乗車人員の推移は下記の通り。
| 年度               | 1日平均 乗車人員 | 出典     |
| ------------------ | ---------------- | -------- |
| 1990年（平成02年） | 23,081           | [ * 1 ]  |
| 1991年（平成03年） | 23,999           | [ * 2 ]  |
| 1992年（平成04年） | 25,003           | [ * 3 ]  |
| 1993年（平成05年） | 25,748           | [ * 4 ]  |
| 1994年（平成06年） | 26,055           | [ * 5 ]  |
| 1995年（平成07年） | 26,285           | [ * 6 ]  |
| 1996年（平成08年） | 26,751           | [ * 7 ]  |
| 1997年（平成09年） | 26,467           | [ * 8 ]  |
| 1998年（平成10年） | 26,433           | [ * 9 ]  |
| 1999年（平成11年） | 26,097           | [ * 10 ] |
| 2000年（平成12年） | 25,919           | [ * 11 ] |
| 2001年（平成13年） | 25,677           | [ * 12 ] |
| 2002年（平成14年） | 24,410           | [ * 13 ] |
| 2003年（平成15年） | 24,203           | [ * 14 ] |
| 2004年（平成16年） | 23,915           | [ * 15 ] |
| 2005年（平成17年） | 23,591           | [ * 16 ] |
| 2006年（平成18年） | 23,206           | [ * 17 ] |
| 2007年（平成19年） | 23,193           | [ * 18 ] |
| 2008年（平成20年） | 22,895           | [ * 19 ] |
| 2009年（平成21年） | 21,950           | [ * 20 ] |
| 2010年（平成22年） | 21,571           | [ * 21 ] |
| 2011年（平成23年） | 21,334           | [ * 22 ] |
| 2012年（平成24年） | 21,045           | [ * 23 ] |
| 2013年（平成25年） | 21,343           | [ * 24 ] |
| 2014年（平成26年） | 20,470           | [ * 25 ] |
| 2015年（平成27年） | 20,123           | [ * 26 ] |
| 2016年（平成28年） | 19,451           | [ * 27 ] |
| 2017年（平成29年） | 19,633           | [ * 28 ] |
| 2018年（平成30年） | 19,502           | [ * 29 ] |
| 2019年（令和元年） | 19,271           | [ * 30 ] |
| 2020年（令和02年） | 14,437           |          |
| 2021年（令和03年） | 14,708           |          |
| 2022年（令和04年） | 15,390           |          |
| 2023年（令和05年） | 15,984           |          |

## 駅周辺
戸建てが主流の新興住宅地が広がる。駅前には雑居ビルもある。

### 駅舎内の施設（駅ナカ）
快速線ホームには立ち食いそば・うどん店の「弥生軒」が出店している。改札外のコンコースにはKIOSKがある。
- 改札内
  - 立ち食いそば店：弥生軒
- 改札外
  - 小型売店：NewDays キヨスク（KIOSK）
  - ステーションATM：VIEW ALTTE
  - 指定席券売機

### 南口側
- 中央学院高等学校
- 千葉興業銀行 我孫子支店
- 我孫子郵便局
- 我孫子市立我孫子中学校
- 我孫子ゴルフ倶楽部
- 成田線 東我孫子駅
- おっ母さん食品館 我孫子店3

### 北口側
- 千葉銀行 天王台支店
- 京葉銀行 天王台支店
- 我孫子柴崎台郵便局
- 我孫子市役所 天王台行政サービスセンター
- 天王台西公園
- 我孫子市立我孫子第三小学校
- 川村学園女子大学我孫子キャンパス
- 日本電気我孫子事業所
- 我孫子聖仁会病院
- 柴崎神社
- 阪東バス柴崎車庫
- 我孫子警察署天王台交番
- おっ母さん食品館天王台店

## バス路線
| 運行事業者       | 系統・行先                                                                                                  |
| 天王台駅（南口） | 天王台駅（南口）                                                                                            |
| ---------------- | --- |
| 阪東自動車       | - 15・16・17・18・20・21：湖北駅南口 - 15・16：東我孫子車庫 - 20・21：我孫子駅                              |
| 天王台駅北口     | |
| あびバス         | 栄・並木ルート：我孫子駅北口                                                                                |
| 阪東自動車       | - 23：川村学園女子大学 - 24：大和団地 - 43：南青山西 - 44：南青山循環線 - 46：湖北駅北口 - 布73：布佐駅南口 |

備考
かつてはニュー東豊の印西市・栄町方面への深夜バスが運行されていた。

## 隣の駅
東日本旅客鉄道（JR東日本）
 常磐線（快速）
■特別快速
通過
■■快速
我孫子駅 (JJ 08) - 天王台駅 (JJ 09) - 取手駅 (JJ 10)
 常磐線（各駅停車、平日朝夕時間帯のみ運転）
我孫子駅 (JL 30) - 天王台駅 (JL 31) - 取手駅 (JL 32)

### 記事本文